# Synagogue des tailleurs
La synagogue des tailleurs (en ukrainien : Синагога кравців) est un édifice religieux situé à Zaporijjia, en Ukraine qui est un bâtiment du XIXe siècle.

## Histoire
Elle est située au no 22 de la rue Tourgueniev et a été construit en 1888. Elle a été confisquée par le pouvoir soviétique pour être restituée en 1991 à la communauté Iahad. En mai 2022, la synagogue a subi des dégâts lors d'une frappe de missiles russes. La plaque mémorielle rappelle qu'en cette synagogue furent rassemblés des Juifs pour être fusillés en 1941.

## Galerie d'images

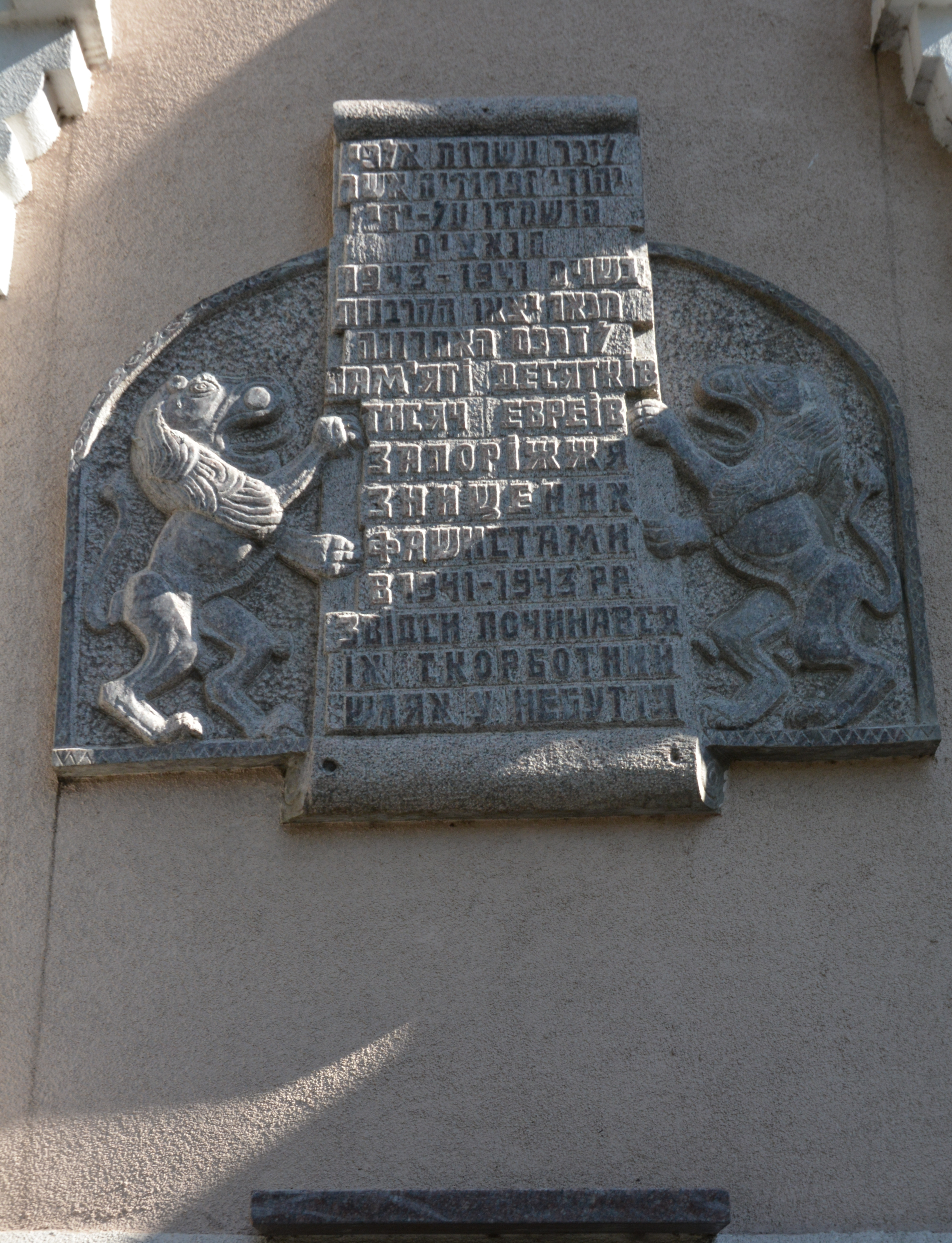
La plaque mémorielle aux juifs décédés lors de l'Holocauste,
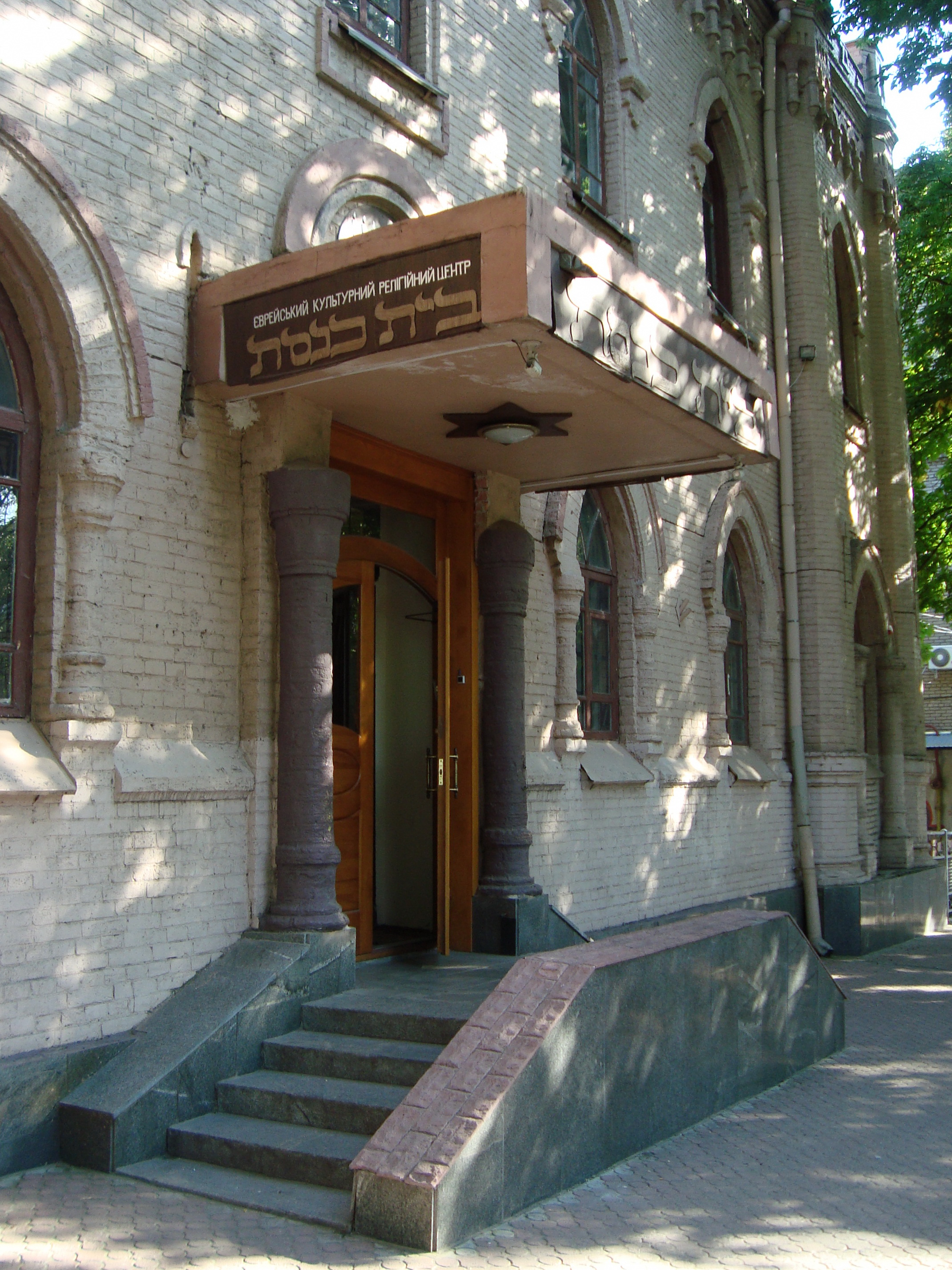
le porche.